# Cantonul Saint-Just-en-Chaussée
Cantonul Saint-Just-en-Chaussée este un canton din arondismentul Clermont, departamentul Oise, regiunea Picardia, Franța.

## Comune
- Angivillers
- Brunvillers-la-Motte
- Catillon-Fumechon
- Cernoy
- Cressonsacq
- Cuignières
- Erquinvillers
- Essuiles
- Fournival
- Gannes
- Grandvillers-aux-Bois
- La Neuville-Roy
- Lieuvillers
- Le Mesnil-sur-Bulles
- Montiers
- Moyenneville
- Noroy
- Nourard-le-Franc
- Plainval
- Le Plessier-sur-Bulles
- Le Plessier-sur-Saint-Just
- Pronleroy
- Quinquempoix
- Ravenel
- Rouvillers
- Saint-Just-en-Chaussée (reședință)
- Saint-Remy-en-l'Eau
- Valescourt
- Wavignies